# Iola (Illinois)
Iola – wieś w Stanach Zjednoczonych, w stanie Illinois, w hrabstwie Clay.